# انریکه ماتئوس
انریکه ماتئوس (انگلیسی: Enrique Mateos; ۱۵ ژوئیهٔ ۱۹۳۴ – ۶ ژوئیهٔ ۲۰۰۱) بازیکن فوتبال اهل ایتالیا بود.
از باشگاه‌هایی که در آن بازی کرده‌است می‌توان به باشگاه فوتبال رئال مادرید، باشگاه فوتبال رکریتیوو اوئلوا، باشگاه فوتبال رئال بتیس، باشگاه فوتبال رئال مادرید کاستیا، و باشگاه فوتبال سویا اشاره کرد.
وی همچنین در تیم‌های ملی فوتبال Spain B national football team و اسپانیا بازی کرده‌است.